# Andreas Wagner (Basketballtrainer)
Andreas Wagner (* 19. Februar 1976 in München) ist ein deutscher Basketballtrainer.  Er ist seit Februar 2024 Cheftrainer von Club Africain in Tunesien.

## Trainerlaufbahn
Wagner arbeitete Mitte/Ende der 1990er Jahre als Co-Trainer der Damenmannschaft des Marymount College in den Vereinigten Staaten und übernahm anschließend die Leitung des Herrenteams des TSV München-Ost in der 2. Regionalliga. 
Ab 1999 war Wagner Cheftrainer der Männermannschaft des FC Bayern München, die er 2004 zum Meistertitel in der 1. Regionalliga Süd-Ost und somit zum Aufstieg in die 2. Bundesliga führte. Zudem war er zeitweilig als Auswahltrainer für den Bayerischen Basketball Verband tätig. Nach der Saison 2004/05 verließ er bei den Bayern den Cheftrainerposten und war in der Spielzeit 2005/06 Co-Trainer. Zur Saison 2006/07 folgte der Wechsel nach Luxemburg, wo er Cheftrainer von BBC Résidence Walferdange wurde und dem Klub zum Aufstieg in die erste Liga verhalf.
Zwischen 2007 und 2009 arbeitete Wagner dann als Cheftrainer des TSV Nördlingen. In seiner ersten Saison führte er den Verein als Meister von der zweiten in die erste Bundesliga und schaffte in der Folgesaison mit den Nördlingern (sportlich) den Klassenerhalt in der BBL, allerdings entschloss sich der Verein zum Rückzug aus finanziellen Gründen. Zur Saison 2009/10 übernahm er den Posten des Cheftrainers beim BBC Bayreuth und führte auch diesen Verein in die höchste deutsche Spielklasse: Unter Wagners Leitung hatte Bayreuth den Meistertitel der zweiten Liga geholt und hielt sich in der Saison 2010/11 in der Bundesliga. Im Oktober 2011 wurde Wagner dann entlassen: In den ersten vier Partien der BBL-Saison 2011/12 hatte es ausschließlich Niederlagen gegeben, der Verein entband Wagner daraufhin von seiner Aufgabe als Cheftrainer.
Im Dezember 2011 wurde Wagner zum Bundestrainer der deutschen Damen-Nationalmannschaft ernannt, ehe er im Oktober 2012 in den Trainerstab des Bundesligisten FC Bayern München wechselte und dort als Assistenztrainer wirkte. Im Juni 2013 wurde sein Vertrag um zwei weitere Jahre verlängert. Im Sommer 2015 verließ er die Bayern und wechselte als Headcoach zum SC Rasta Vechta in die 2. Bundesliga ProA. Er führte den Verein in der Saison 2015/16 zur ProA-Vizemeisterschaft und damit zum Aufstieg in die Basketball-Bundesliga. Am 7. Februar 2017 wurde Wagner nach 14 Niederlagen in Folge vom SC Rasta beurlaubt.
Im August 2017 unterschrieb er einen Vertrag als Assistenztrainer beim Bundesligisten Ratiopharm Ulm. Anfang Juni 2018 verließ er den Verein mittels einer Ausstiegsklausel. Wagner kehrte zum FC Bayern zurück und übernahm dort das Amt des Trainers der U19-Mannschaft in der Nachwuchs-Basketball-Bundesliga. Ende Mai 2019 gewann der Bayern-Nachwuchs unter Wagners Leitung den Meistertitel in der U19-Bundesliga. In der Sommerpause 2020 wechselte Wagner ins Amt des Cheftrainers der zweiten Bayern-Herrenmannschaft (2. Bundesliga ProB), 2021 übernahm er beim FC Bayern das Amt des Leiters Sport Nachwuchs und betreute die U19 als Trainer.
Seit seiner Amtsübernahme im Februar 2024 führte Andreas Wagner Club Africain zu einer besonders erfolgreichen Saison: Bereits im Supercup 2023, der im März 2024 ausgetragen wurde, besiegte sein Team den Serienmeister US Monastir mit 68:48. Im Juli 2024 sicherte sich Club Africain im tunesischen Pokalfinale erneut einen klaren Sieg gegen denselben Gegner mit 87:55 und feierte damit den ersten Pokalsieg seit 2015 und den siebten insgesamt in der Vereinsgeschichte. In der nationalen Meisterschaft erreichte der Verein unter seiner Führung zudem die Vizemeisterschaft und spielte außerdem im Supercupfinale 2024.
In der Saison 2024/25 wurde Wagner mit Club Africain tunesischer Basketballmeister, nachdem seine Mannschaft im vierten Finalspiel vor heimischem Publikum in der Salle Chérif Bellamine den US Monastir mit 77:75 besiegte.

## Erfolge und Auszeichnungen
- 2004 Aufstieg in die 2. Bundesliga mit dem FC Bayern München
- 2007 Aufstieg in die Diekirch League mit dem BBC Résidence Walferdange
- 2008 ProA-Meisterschaft und Aufstieg in die Bundesliga mit den TSV Giants Nördlingen
- 2008 Trainer des Jahres in der ProA
- 2010 ProA-Meisterschaft und Aufstieg in die Bundesliga mit dem BBC Bayreuth
- 2010 Trainer des Jahres in der ProA
- 2014 Deutscher Meister mit dem FC Bayern München (als Co-Trainer)
- 2016 ProA-Vizemeisterschaft und Aufstieg in die Basketball-Bundesliga mit dem SC Rasta Vechta
- 2019 Deutscher U19-Meister mit der Jugend des FC Bayern München
- 2024 Tunesischer Supercup-Sieger mit Club Africain
- 2024 Tunesischer Pokalsieger mit Club Africain
- 2024 Tunesischer Vizemeister mit Club Africain
- 2025 Tunesischer Meister mit Club Africain
- 2025 Pokalfinalteilnahme im nationalen Wettbewerb mit Club Africain